# Jia-A League 1989
La stagione 1989 è stata la 30ª edizione della massima serie cinese di calcio, la prima sotto la denominazione di Jia-A League.

## Avvenimenti

### Antefatti
In seguito al completamento della riforma del sistema calcistico nazionale avviata nel 1986, il campionato assunse formalmente il nome di Jia-A League adottando un formato identico a quello utilizzato nel 1987. Le otto squadre partecipanti sarebbero state raggruppate in un girone all'italiana con formula andata e ritorno: le gare sarebbero state suddivise in tre fasi (da disputarsi a Dalian, Tianjin e Hefei). Venne confermato anche il sistema di assegnazione dei punti (tre a vittoria, uno ciascuna per il pareggio, zero a sconfitta), con un punto bonus per ogni giocatore convocato in Nazionale maggiore. Furono ripristinate le retrocessioni, con le ultime due classificate che sarebbero state declassate in Jia-B League.

### Il campionato
La prima edizione della Jia-A League venne vinta dalla seconda squadra della Nazionale cinese che, pur non ottenendo alcun punto bonus, prevalse sui campioni uscenti del Liaoning, i quali poterono comunque confermare la loro partecipazione al Campionato d'Asia per club in quanto squadra di club. Retrocessero in seconda divisione lo Shandong e il Canton, quest'ultimo malgrado la presenza di alcuni giocatori convocati per delle gare internazionali.

## Squadre partecipanti

### Profili
| Club partecipanti | Club partecipanti | Città    | Stagione 1988         |
| ----------------- | ----------------- | -------- | --------------------- |
| Bayi              | dettagli          | Pechino  | 8° in Prima Divisione |
| Cina B            | Cina B            | Tianjin  | 2° in Prima Divisione |
| Guangdong         | dettagli          | Canton   | 5° in Prima Divisione |
| Guangzhou Baiyun  | dettagli          | Canton   | 7° in Prima Divisione |
| Liaoning          | dettagli          | Shenyang | Campione della Cina   |
| Shandong Taishan  | dettagli          | Shanghai | 4° in Prima Divisione |
| Shanghai          | dettagli          | Shanghai | 6° in Prima Divisione |
| Tianjin           | dettagli          | Tianjin  | 3° in Prima Divisione |

### Allenatori
| Club             | Allenatore    |
| ---------------- | ------------- |
| Bayi             | Liu Guojiang  |
| Cina B           | Xu Genbao     |
| Guangdong        | Yue Guangdong |
| Guangzhou Baiyun | Xie Zhiguang  |

| Club             | Allenatore  |
| ---------------- | ----------- |
| Liaoning         | Li Yingfa   |
| Shandong Taishan | Li Hengqing |
| Shanghai         | Li Wenlong  |
| Tianjin          | Fun Shenru  |

## Classifica finale
|                 | Pos. | Squadra          | Pt (Bonus) | G  | V | N | P | GF | GS | DR  |
| --------------- | ---- | ---------------- | ---------- | -- | - | - | - | -- | -- | --- |
| Cina (bandiera) | 1.   | Cina B           | 31         | 14 | 9 | 4 | 1 | 29 | 9  | +20 |
|                 | 2.   | Liaoning         | 28 (4)     | 14 | 7 | 3 | 4 | 16 | 12 | +4  |
|                 | 3.   | Shanghai         | 25 (2)     | 14 | 7 | 2 | 5 | 17 | 13 | +4  |
|                 | 4.   | Bayi             | 20 (2)     | 14 | 4 | 6 | 4 | 10 | 12 | -2  |
|                 | 5.   | Tianjin          | 19 (1)     | 14 | 5 | 3 | 6 | 13 | 13 | 0   |
|                 | 6.   | Guangdong        | 19 (4)     | 14 | 4 | 3 | 7 | 8  | 18 | -10 |
|                 | 7.   | Shandong Taishan | 14         | 14 | 2 | 8 | 4 | 8  | 10 | -2  |
|                 | 8.   | Guangzhou Baiyun | 14 (2)     | 14 | 1 | 5 | 8 | 8  | 22 | -14 |

Legenda:

      Campione della Cina

      Ammessa al Campionato d'Asia per Club 1990-91

      Retrocessa in Jia-B League 1990

Note:
Tre punti a vittoria, uno a pareggio, zero a sconfitta.
Per ogni giocatore convocato in nazionale maggiore la squadra riceve un punto bonus

## Statistiche

### Classifica dei marcatori
Nel corso del campionato sono state segnate complessivamente 109 reti, di cui un'autorete, per una media di 1,95 marcature per incontro. Di seguito viene riportata la classifica dei cannonieri:
| Gol | Rigori |  | Giocatore     | Squadra  |
| --- | ------ |  | ------------- | -------- |
| 6   |        |  | Gao Hongbo    | Cina B   |
| 5   |        |  | Zhai Biao     | Cina B   |
| 4   | 1      |  | Fa Zhiyi      | Cina B   |
| 4   |        |  | Zhang Jun     | Cina B   |
| 4   |        |  | Fu Bo         | Liaoning |
| 4   |        |  | Wang Jun      | Liaoning |
| 4   |        |  | Zhu Youhong   | Shanghai |
| 4   |        |  | Tang Quanshun | Shanghai |